# 버선

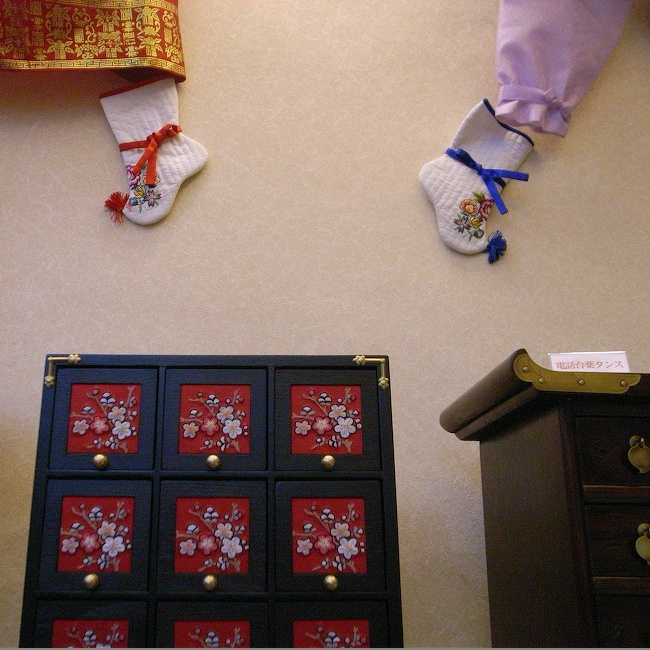
타래버선

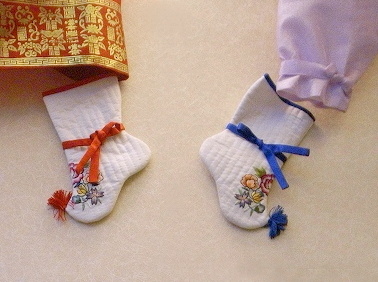
타래버선

버선은 한복을 입을 때 맨발에 꿰어 신는 한국의 양말이다. 무명이나 광목천으로 만든다.
만드는 방법에 따라 홑버선, 겹버선, 솜버선, 누비버선 등이 있고, 어린이용 버선으로 꽃버선과 타래버선이 있다.
- 타래버선: 젖먹이가 신는 누비버선으로 양볼에 수를 놓고 코에 색실로 술을 단다.

## 같이 보기
- 한복
- 양말

## 비슷한 문서
- 버섯